# سیانیدین
سیانیدین (به انگلیسی: Cyanidin) با فرمول شیمیایی C۱۵H۱۱O۶+ یک ترکیب شیمیایی با شناسه پاب‌کم ۱۲۸۸۶۱ است. که جرم مولی آن ۲۸۷٫۲۴ g/mol می‌باشد. 